# Samuel Price
Samuel Price (Fauquier megye, 1805. július 28. – Lewisburg, 1884. február 25.) az Amerikai Egyesült Államok szenátora (Nyugat-Virginia, 1876–1877).